# 보길면
보길면(甫吉面)은 전라남도 완도군 서쪽에 위치해 있는 면이다. 면사무소 소재지는 부황리이다.

## 유래
'보길도'라는 표기는 「동국여지승람」(1481년)에 등장하고 있어 그 구전 명칭은 훨씬 이전부터 존재한 것으로 보인다. 간혹 고산(孤山)을 한자로 바꾸어 표기한 것이라고 소개하는 경우가 있는데 '보길'이라는 글자는 전래 고유어로 된 지명이기 때문에 이러한 설명은 잘못된 것이다. '보길'이라는 지명의 유래는 다음과 같은 학설이 있다.
- '뵈골두~배골두'라 부르는 학설 : 바구리의 옛말 ‘보고리’로부터 비롯되었을 것으로 보이는데, 이것은 보길도 섬을 백도 쪽을 제외하고 바구니 모양 형태와 비슷하고, 인근 주민들은 이 곳을 '바구리 섬'이라고도 칭하기 때문이다.
- '보고래'라 부르는 학설 : 보+가래’로 분석될 것으로 보이는데, 여기서 '보'는 나무와 관련된 형태소로 짐작되고 '삽'을 뜻하는 고어로 보인다. 즉, 나무로 만든 보습[2]의 방언형에서 유래한 것으로 보인다.
- 또다른 일설에 의하면 옛날 영암지역의 한 부자가 선친의 묫자리를 잡기 위해 풍수지리에 능한 지관을 불렀는데 이 지관이 '십용십일구 보길(十用十一口, 甫吉)'라는 글을 남겼다고 한다. 그래서 부자가 이 글을 가지고 월출산에 있는 한 스님에게 뜻을 풀어줄 것을 요청하자 스님이 "섬 내에 명당자리가 11군데가 있는데 10군데는 이미 사용되었고 나머지 1군데도 이미 쓸 사람이 정해졌다"고 풀었다고 하며, 이 때문에 이 섬을 보길도라 불렀다고 한다.

## 역사
- 1896년 8월 4일 완도군 보길면[3]
- 1914년 4월 1일 완도군 노화면[4]
- 1980년 12월 1일 완도군 노화읍[5]
- 1982년 10월 1일 완도군 노화읍 보길출장소
- 1986년 4월 1일 완도군 보길면

## 행정 구역
| 법정리 | 행정리                         |
| ------ | ------------------------------ |
| 부황리 | 보옥리, 부용리, 부황리, 청별리 |
| 예송리 | 예송리, 예작리, 월송리         |
| 정자리 | 선창리, 정동리, 정자리         |
| 중통리 | 백도리, 중리, 여항리, 통리     |

## 교육 기관
- 보길초등학교 : 보길면 부황길 67
- 보길남국민학교 : 보길면 선창2길 22-23
- 보길동초등학교 : 보길면 중리1길 6-18
  - 보길동초등학교 예송분교 : 보길면 예송1길 25-2
  - 보길동초등학교 예작분교 : 보길면 예작도길 1-14
- 정자초등학교 : 보길면 정자길 14
- 완도보길중학교 : 보길면 보길로 1-2

## 부속 도서
- 부황리, 예송리, 정자리, 중통리 : 보길도
- 부황리 : 불무섬, 치도
- 예송리 : 소도, 예작도
- 정자리 : 갈도, 미역섬, 상도, 옥매도, 산188번지 섬
- 중통리 : 갈마섬, 기도, 남도, 동치섬, 목섬

## 주요 시설
- 보옥항
- 보길도 윤선도 유적지
- 윤선도
- 윤휴
- 윤두서
- 윤화제
- 정약용